# Moraleda de Zafayona
Moraleda de Zafayona è un comune spagnolo di 2 943 abitanti situato nella comunità autonoma dell'Andalusia.

## Geografia fisica
Il comune è attraversato dai fiumi Genil e Cacín.